# 659 Wschodni Batalion
659 Wschodni Batalion (niem. Ost Bataillon 659, est. 659 Idapataljon) – kolaboracyjny oddział wojskowy Wehrmachtu złożony z Estończyków podczas II wojny światowej.

## Historia
Został utworzony w październiku 1942 na bazie Estnischen Sicherungs-Abteilung 182. Składał się z czterech kompanii. Na jego czele stanął kpt. Georg Sooden. Batalion walczył na północnym odcinku frontu wschodniego nad Jeziorem Ilmień oraz w rejonie Wołchowa i Nowogrodu. Był podporządkowany niemieckiej 2 Dywizji Polowej Luftwaffe płk. Hellmutha Petzolda. W październiku 1943 kpt. G. Sooden za zasługi w ciężkich walkach został odznaczony Żelaznym Krzyżem. W grudniu tego roku batalion przemianowano na Estnische-Bataillon 659. W styczniu 1944 kpt. G. Sooden awansował na stopień majora. W tym czasie batalion przeniesiono do Jõhvi w rejonie Narwy. Liczył jedynie 275 ludzi. W kwietniu tego roku  oddział został włączony jako I batalion w skład 47 Ochotniczego Pułku Grenadierów SS 20 Dywizji Grenadierów SS.